# Stojan Protić

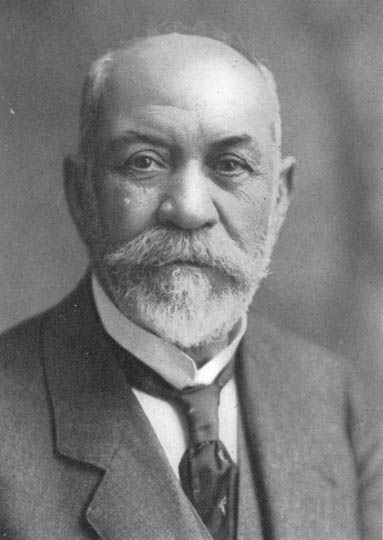

Stojan M. Protić (em sérvio cirílico: Стојан Протић) (Kruševac, 28 de Janeiro de 1857 - Belgrado, 28 de Outubro de 1923) foi um jornalista e político sérvio e iugoslavo de finais do século XIX e início do século XX. Foi um dos principais líderes do Partido Radical Popular até sua morte e primeiro-ministro do Reino dos Sérvios, Croatas e Eslovenos, posteriormente chamado Iugoslávia, em duas ocasiões após a Primeira Guerra Mundial (entre 1918 e 1919, e novamente em 1920). Defendeu sem sucesso uma forma de Estado menos centralizada que seus correligionários radicais.